# Jef (émission de télévision)
Pour les articles homonymes, voir Jef.
 (décembre 2013).
Si vous disposez d'ouvrages ou d'articles de référence ou si vous connaissez des sites web de qualité traitant du thème abordé ici, merci de compléter l'article en donnant les références utiles à sa vérifiabilité et en les liant à la section « Notes et références ».
Jef est une émission de télévision française pour la jeunesse diffusée du 9 septembre au 22 décembre 1991 sur FR3.
Elle tire son nom de l'unité JEF (Jeunesse Europe Formation ou Jeunesse Éducation et Formation) de FR3 dont dépendent, en 1991, les programmes jeunesses mais aussi les émissions Continentales et La Méthode Victor.
Le générique est une animation représentant un pilote et son avion. L'émission est sans présentateur.
Elle est remplacée le 23 décembre 1991, à l'occasion des vacances de Noël, par Les Vacances de Monsieur Lulo, qui devient C'est Lulo ! à la rentrée.

## Séries d'animation
- Sharky et Georges
- Lucky Luke
- Boumbo
- Galtar et la Lance d'or
- Les Fables géométriques

## Émissions
- V O, jeu présenté par Amanda Mac Laine, diffusé à partir du 11 septembre 1991[3]
- Génies en herbe, diffusé à partir du 14 septembre 1991[4]
- Micro Kid's, diffusé à partir du 11 septembre 1991[5]
- Télétoon, diffusé à partir du 15 septembre 1991[6]
- Antarctica, reportage suivant Jean-Louis Étienne à bord de l'Antarctica, diffusé à partir du 2 octobre 1991[7]